# Long Hương
Long Hương is een phường in de thành phố Bà Rịa, in de Vietnamese provincie Bà Rịa-Vũng Tàu.